# Sitabaldi
Sitabaldi és una fortalesa i turó a Nagpur (ciutat) a Madhya Pradesh escenari d'un important combat el 1817.
La guerra entre els britànics i el peshwa de Poona havia començat el 14 de novembre de 1817 i Appa Sahib, raja bhonsle de Nagpur era nominal aliat britànic tenint a Richard Jenkins com a resident a la cort; el 24 de novembre Appa Sahib va rebre públicament un estendard safrà enviat pel peshwa i el nomenament com a comandant en cap de les forces marathes; això equivalia a una declaració d'hostilitat i les forces subsidiaries britàniques van ocupar els turons de Sitabaldi que dominaven la ciutat.
Les tropes de Nagpur, un quart de les quals eren àrabs, els van atacar la nit del 26 de novembre i l'endemà; després de rebutjar diversos atacs, l'explosió d'un magatzem de municions va deixar delmades les defenses i en la confusió els atacants es van acostar; quan s'estava fent l'assalt general, la cavalleria del capità Fitzgerald, que esperava a la vora de la residència sota els turons, va carregar contra l'enemic i va retornar la moral als defensors; el turó més petit que havia estat perdut, fou recuperat; un segon atac de la cavalleria va desorganitzar als marathes i al capvespre la batalla estava decidida. Els britànics van perdre 367 homes entre morts i ferits.
Aviat van arribar reforços a la residència. Appa Sahib es va rendir però l'exèrcit maratha va intentar resistir i el 16 de desembre va lliurar la batalla de Nagpur a la vora del riu Nag, al costat del dipòsit de Sakardara i la carretera de Sonegaon, on altre cop els marathes foren derrotats i el seu camp, amb 40 elefants i 64 canons va caure en mans britàniques. El resultat fou el territori de Nagpur al nord del Narmada i el Berar.